# Kazuyoshi Yokota (pallavolista)
Kazuyoshi Yokota (横田 一義?, Yokota Kazuyoshi; Ōtsu, 1º maggio 1986) è un pallavolista giapponese.
Gioca nel ruolo di centrale nei Sakai Blazers.

## Carriera
La carriera di Kazuyoshi Yokota inizia a livello scolastico, con la formazione della Kyoto Municipal Luoyang Technical High School; in seguito gioca anche a livello universitario per la Osaka University of Commerce. Diventa professionista debuttando nella V.Premier League nella stagione 2009-10 coi Sakai Blazers, raggiungendo subito la finale scudetto; nell'estate del 2010 riceve anche le prime convocazioni nella nazionale giapponese. Nella stagione successiva si aggiudica per la prima volta lo scudetto, risultato bissato nel campionato 2012-13, quando viene anche inserito nel sestetto ideale del torneo; grazie a questo successo partecipa in seguito al V.League Top Match, aggiudicandosi il secondo trofeo stagionale.

## Palmarès

### Club
- Campionato giapponese: 2

2010-11, 2012-13
- V.League Top Match: 1

2013

### Premi individuali
- 2013 - V.Premier League giapponese: Sestetto ideale